# باماكو

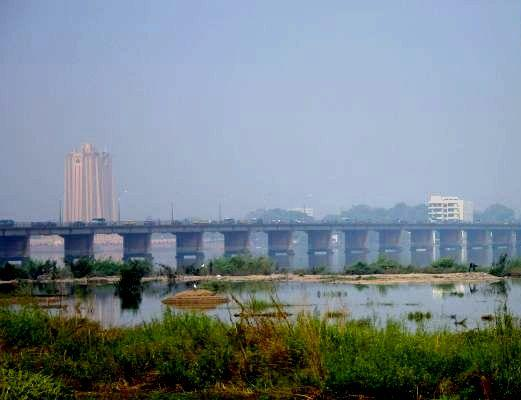

باماكو ((بالفرنسية: Bamako)‏، بالبمبارية: ߓߡߊ߬ߞߐ߬، بالفولا: 𞤄𞤢𞤥𞤢𞤳𞤮) هي عاصمة جمهورية مالي وكبرى مدنها، تقع في الجزء الجنوبي الغربي من البلاد على بعد حوالي 50 كم شمال الحدود مع جمهورية غينيا، على الضفة الغربية من نهر النيجر ويبدأ تاريخها من أواسط القرن التاسع عشر. سكانها حوالي مليون و700 ألف نسمة أكثر من 90% منهم مسلمون. وتعد المدينة من المدن التجارية الهامة بمالي خاصة في منتجات الأرز والفول السوداني والقطن والبروكسيت. وتعد سادس أسرع الدول نموا في العالم وكلمة «باماكو» في لغة قبائل البامبارا تعني «ظهر التمساح»

## تاريخ
نشأت باماكو في القرن السابع عشر من اندماج أربع قرى متجاورة تسكنها قبائل نياريلا وتوريلا ودرافيلا وبيبزولا. وتعود أولى الكتابات عن باماكو إلى الحقبة الواقعة بين عامي 1795 و1805. خضعت باماكو كبقية مناطق مالي للاستعمار الفرنسي حين جاء الجنرال الفرنسي أرشينار إلى استكشاف البلاد لأغراض استعمارية في القرن التاسع عشر وأتم إخضاع البلاد إلى سطوته عام 1898 وصارت بعدها منطقة أفريقيا الغربية فرنسية خالصة. وكانت منذ عام 1908 مركزاً إدارياً للممتلكات الفرنسية في المناطق العليا من حوضي النيجر والسنغال. وكانت تابعة مباشرة لمركز المستعمرات الفرنسية لغرب أفريقيا في داكار. وسمي البلد عقب ذلك بالسودان الفرنسي.
بدأ مالي في التحرر التدريجي عام 1946 إثر انتهاء الحرب العالمية الثانية وبعد حركة تحرير نال استقلاله كاملاً عام 1960. وأصبحت باماكو عاصمة للدولة منذ ذلك التاريخ.

## السكان

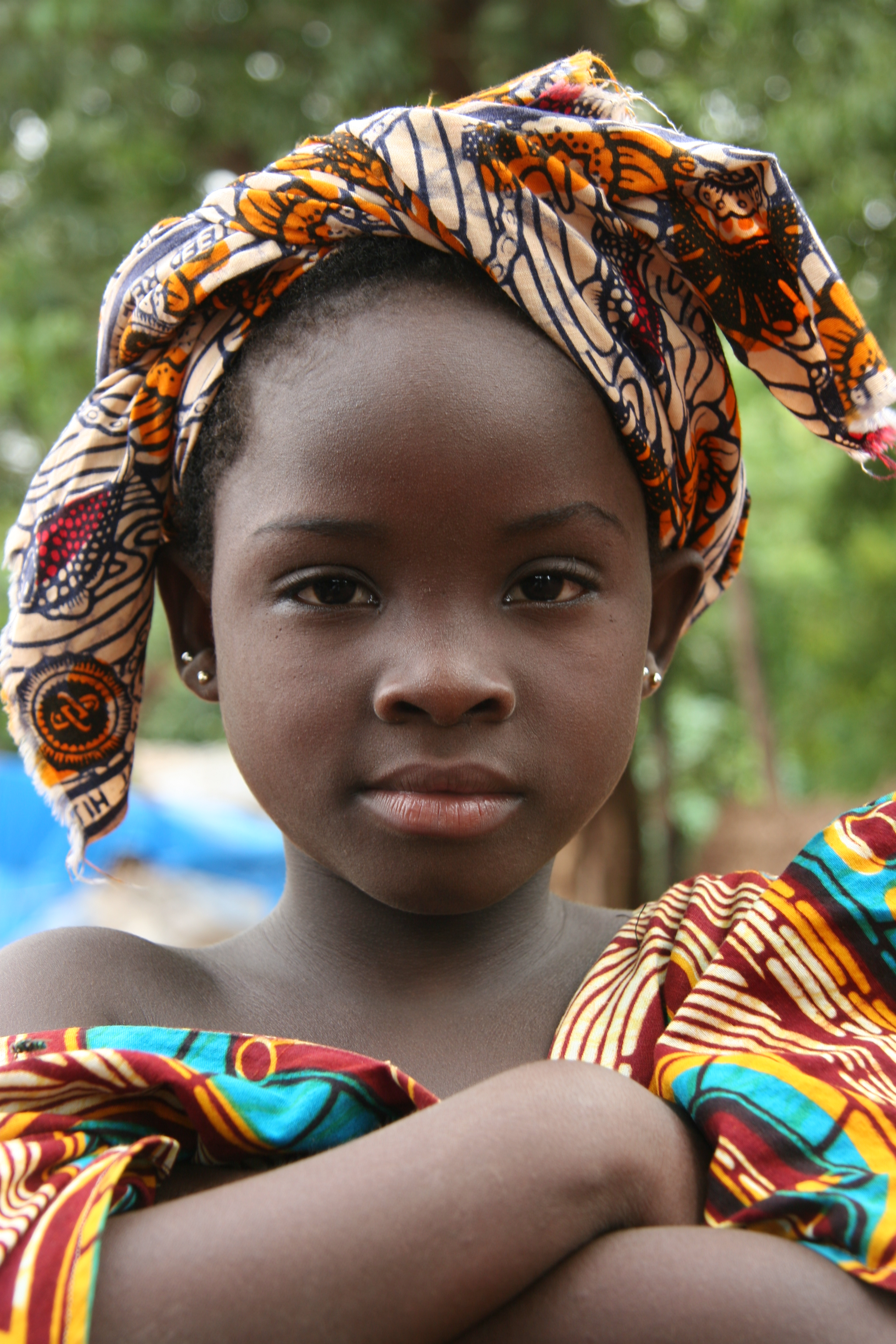
فتاة من قبائل البوزو في باماكو

بلغ عدد سكان باماكو في عام 2009 نحو 1,810,366 نسمة، وينتمي نحو 90% من سكان باماكو إلى المجموعة الزنجية من قبائل بامبارا ومالنكة وساراكول وسومونو وبيلي ومافري، كما تعيش في المدينة فئات من الأوربيين واللبنانيين والسوريين وحوالي 90% من السكان مسلمون. وأغلب البقية وثنيون. ويشتغل معظم سكان المدينة بالأعمال الزراعية والحرفية الخاصة.

## تخطيط المدينة
نشأت المدينة في الأساس على الضفة الشمالية لنهر النيجر ولكن مع التوسع والنمو العمراني أنشئت الجسور إلى الضفة الأخرى لتصل شمال النهر بجنوبه. كان أول هذه الجسور «جسر الشهداء» (بالفرنسية: Pont des  Martyrs)‏ ثم «جسر الملك فهد» أكبر الكباري التي يشهدها نهر النيجر  كما أنه يتم إنشاء جسر ثالث لاستيعاب الكثافة المرورية. يقع وسط المدينة التجاري في الجهة الشمالية للنهر حيث الأسواق التجارية القديمة كما يغلب على أبنيته الطابع الأفريقي. بينما في الجهة الجنوبية من النهر تقع الأحياء المدنية الحديثة والدوائر الحكومية والإدارية والشركات التجارية والبيوت السكنية الحديثة ويغلب عليه الطابع الأوروبي.

### أهم المعالم
- مسجد باماكو الكبير
- كاتدرائية باماكو
- برج البنك المركزي لولايات غرب أفريقيا (بالفرنسية: Tour BCEAO)‏ الذي يعد أطول مباني غرب أفريقيا
- جسر الملك فهد
- متحف مالي الوطني
- مكتبة مالي الوطنية
- حديقة حيوان باماكو
- قصر ثقافة أمادو هامباتى با
- مطار سينو الدولي
- ستاد 26 مارس

## المناخ

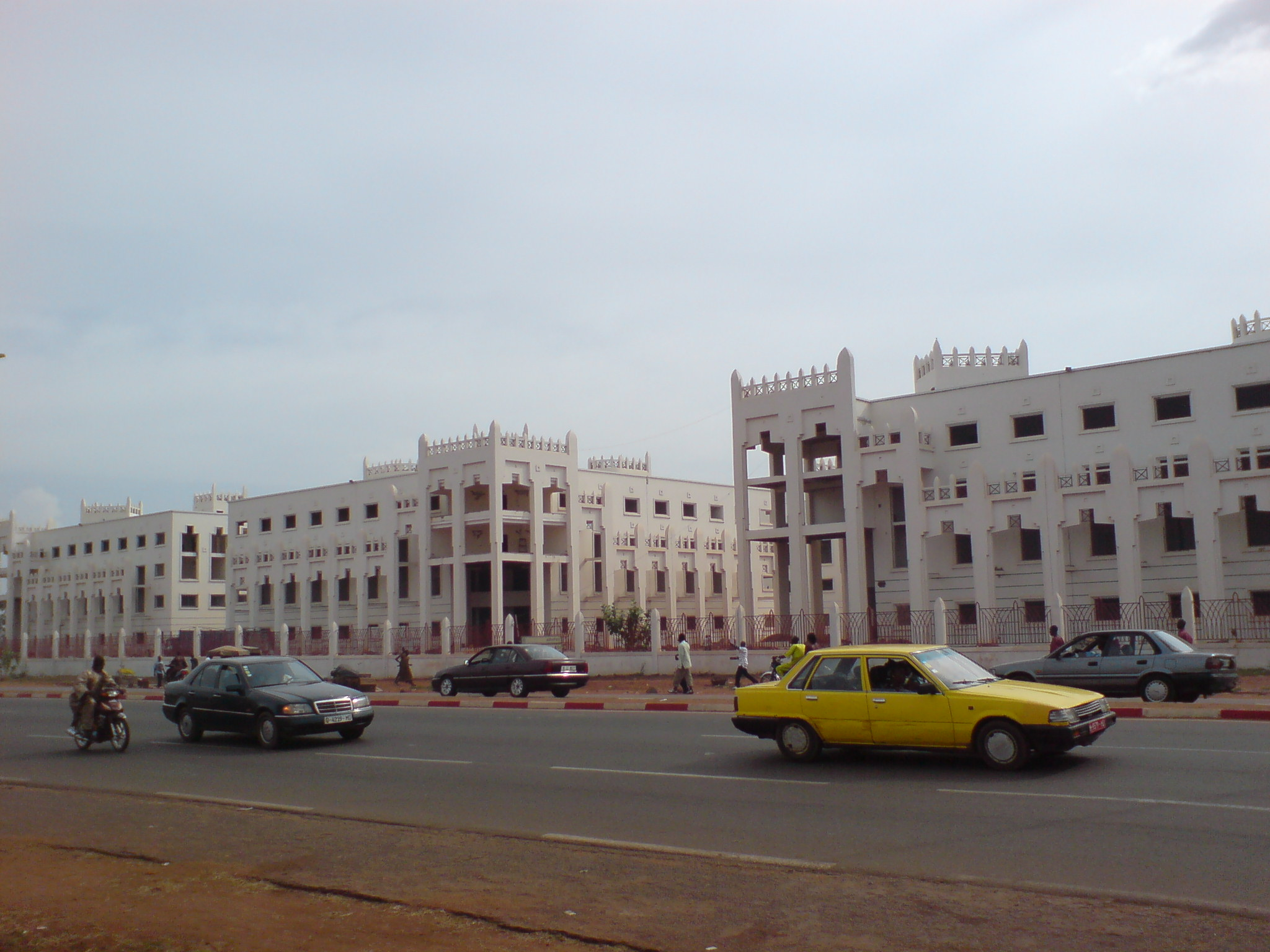
الحي الاداري باماكو

تحتل باماكو معظم جنوب الساحل الأفريقي المقابل للمنطقة السودانية، وهي بذلك تتمتع بمناخ استوائي رطب تمامًا مع هطول سنوي للأمطار حوالي 800 ملم. ولكن مع تمايز واضح لموسم الجفاف وموسم الأمطار. الشهر الأكثر جفافًا لا يتلقى قطرة من المطر (هطول الأمطار 0 ملم في كانون الأول / ديسمبر) في حين أن الشهر المطير يكون مغرقًا بالمطر (هطول الأمطار 234 ملم في آب / أغسطس). تسمح أمطار الصيف النظامية بتعزيز نمو السافانا والمحاصيل مثل السرغوم (الذرة الرفيعة) والذرة والقطن.
| متوسط درجات الحرارة العظمى والصغرى على مدار العام في باماكو |       |        |      |       |      |       |       |       |        |        |        |        |
|                                                             | يناير | فبراير | مارس | أبريل | مايو | يونيو | يوليو | أغسطس | سبتمبر | أكتوبر | نوفمبر | ديسمبر |
| العظمى°C                                                    | 32.7  | 35.9   | 37.9 | 38.7  | 37.8 | 34.8  | 31.6  | 30.8  | 31.9   | 34.4   | 34.7   | 32.5   |
| الصغرى°C                                                    | 17.3  | 20     | 23.1 | 25.2  | 25.3 | 23.4  | 22    | 21.6  | 21.6   | 21.5   | 19.2   | 17.4   |
|                                                             |       |        |      |       |      |       |       |       |        |        |        |        |

## الاقتصاد

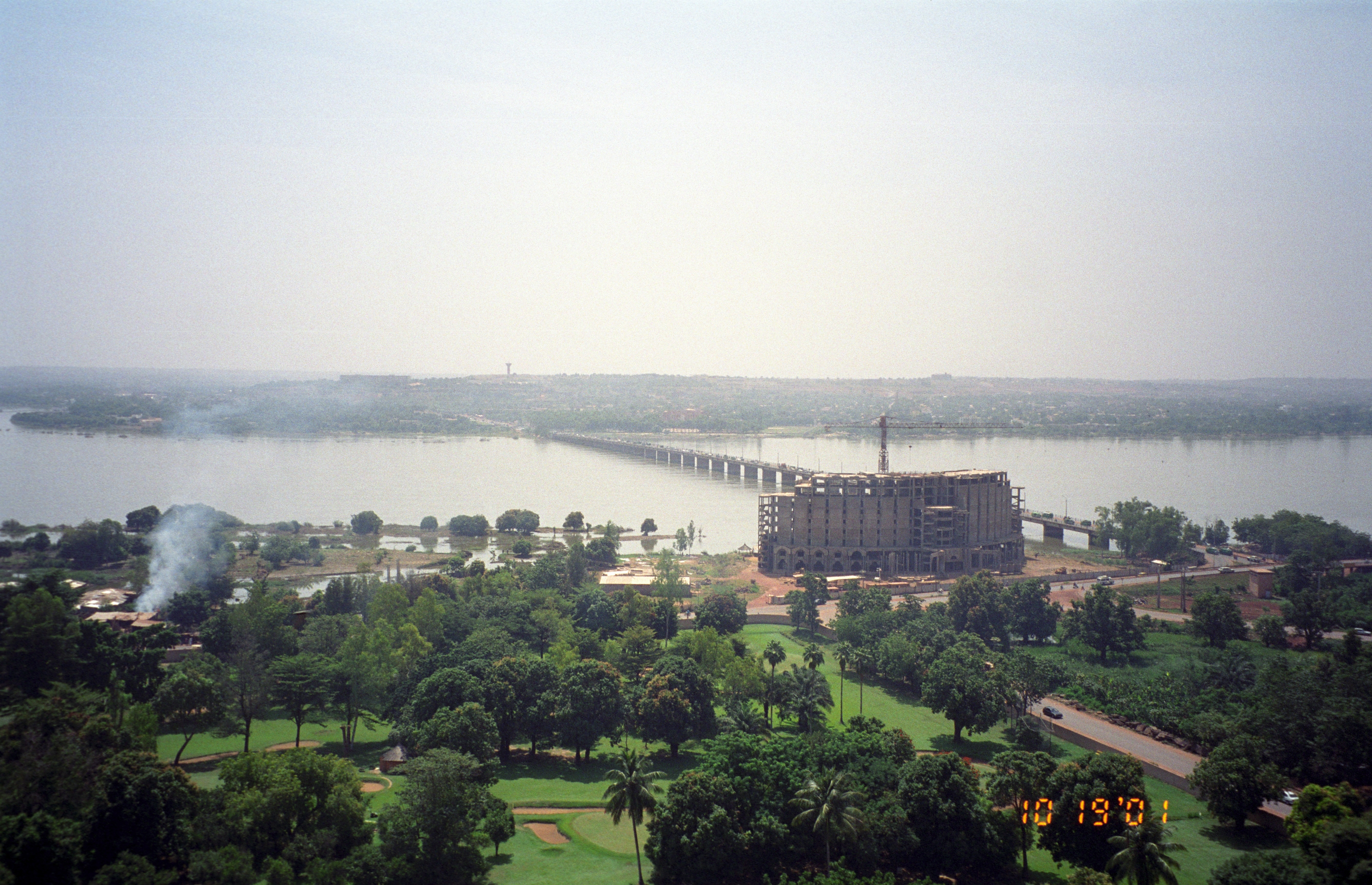

تعد باماكو المركز التجاري الأول في جمهورية مالي. وتتركز فيها الصناعات الغذائية والصناعات النسيجية والمشروبات الروحية والمياه المعدنية، والأخشاب والمنتجات المعدنية، وبها شركات مساهمة في استثمار المعادن وصناعة أدوات البناء والأثاث المعدني كما تضم باماكو عدة شركات ومؤسسات فرنسية للاستيراد والتصدير، وتتركز فيها المؤسسات المالية الرئيسة في البلاد. كما تسهم بشكل رئيس في منتجات الأرز والفول السوداني والقطن والبروكسيت. وتختلف أوقات العمل والتسوق في المدينة لكن المتاجر تفتح عادة من الثامنة صباحا إلى السادسة مساء من يـوم الاثنين إلـى يـوم السبت فـي باماكو وضواحيهـا. كما تفتح بعض المتاجر أيام الأحد من التاسعة صباحا إلى الخامسة مساء. والعملة المستخدمة بالطبع هي عملة مالي الرسمية وهي الفرنك الأفريقي.

## المواصلات

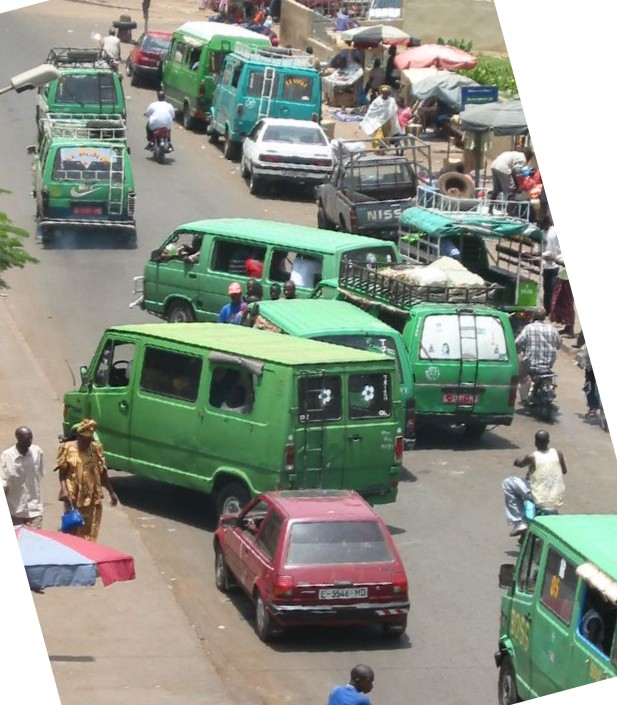
تعتبر سيارات النقل الصغيرة (حتى 10 ركاب) هي الوسيلة الأساسية للنقل البري في مالي

هناك خط حديدي يربط باماكو بداكار، ويمر خلال كاتي، ونيغالا (Négala)، وكيتا، وكايس (Kayes, Mali). وتسمح شبكة الطرقات بالوصول إلى كوليكورو (Koulikoro)، وكاتي، وكولوكاني (Kolokani)، وسيغو (Ségou)، وسيكاسو (Sikasso). يقع المطار الدولي لباماكو (مطار سينو الدولي) على بعد 15 كم من مركز المدينة، ويخدم المدن المحيطة وباقي أفريقيا أيضًا. كما يمكن الإبحار في نهر النيجر بدءًا من كوليكورو باتجاه موبتي وغاو. قسم كبير من المواصلات تتم إما عن طريق نهر النيجر أو باستخدام الطرق المعبدة التي تربط باماكو بالمدن الأساسية الكبيرة للمنطقة. وتعتبر سيارات النقل الصغيرة (حتى 10 ركاب) هي الوسيلة الأساسية للنقل البري في مالي. تقع مدينة باماكو في قسم منها على الجهة الأخرى من نهر النيجر. يربط جسران الطرفين: جسر الشهداء (جسر قديم أنشئ عام 1960، وسمي للتذكير بالمناضلين الذين قتلوا في مارس 1991 من قبل نظام موسى تراوريه)، وجسر الملك فهد، المسمى باسم منشئه الملك فهد بن عبد العزيز. ويتم إنشاء جسر ثالث حاليًا، ممول من قبل جمهورية الصين الشعبية، ويعتبر حلا لأزمة المرور في المدينة.

## التعليم في باماكو
يوجد بالمدينة المعاهد التقنية ودور المعلمين ومدارس التمريض والمدارس الاجتماعية. كما يوجد معهد عال للدراسات التقنية منذ 1965 والمعهد القومي للفنون والموسيقى والحرف اليدوية منذ 1963 وتضم أكبر المعاهد الطبية في غرب أفريقيا.

## الصحة
مستشفى النقطة ج (تسمية ترجع للمحتل الفرنسي)، بني بين سنتي 1906 و1913 كان سابقا مستشفى عسكري قبل أن يصبح مدنيا قبيل استقلال البلاد. يقع على هضبة تصل على المدينة اسمه، ويحتل مساحة 25 هكتارا.
المستشفى الثاني لباماكو هو مستشفى غابريل توري، ويحمل اسم طبيب شاب من السودان الفرنسي (مالي حاليا، ولد في وغادوغو سنة 1910 وتوفي سنة 1935 نتيجة لاصابته بطاعون الرئة). أنشئ بتاريخ 17 يناير 1959 مكان المستوصف السابق. ويجري بناء مستشفى اسمه مستشفى مالي (بالفرنسية: Hôpital du Mali)‏.

## الثقافة

### متحف مالي الوطني
يقع متحف مالي الوطني بالقرب من القصر الرئاسي في باماكو ويزوره ما بين 20 ألف و25 ألف شخص سنوياً. كان يُدعى في الماضي المتحف السوداني في باماكو. لكنه تحول إثر استقلال مالي، عام 1960، إلى «المتحف الوطني». وبدأيزدهر منذ ذلك الحين، وتبلغ ميزانيته حوالي 350 مليون فرنك أفريقي. كما يُقدَّر عدد القطع الأثرية لمجموعات المتحف بقرابة 7000 قطعة. وينظم يوما يدعى «خميس الموسيقى»، حيث يقدم كل يوم خميس حفلاً موسيقيا أمام حوالي ألف شخص في ساحة المتحف.

### مكتبة مالي الوطنية
أنشئت هذه المكتبة في بادئ الأمر عن طريق المعهد الفرنسي لأفريقيا السوداء عام 1944. ثم أصبحت تابعة للحكومة المالية عقب الاستقلال عام 1960.
المكتبة حاليا تضم أكثر من 60,000 عمل ما بين كتب ودوريات وملفات سمعية وبصرية وبرامج حاسب وجميعها متاحة للعامة.

## الديانات
مثل باقي أرجاء مالي، يسود الإسلام ويمثل 90% من السكان مع وجود قليل لبعض الديانات الأفريقية إضافة للمسيحية.
المتجول في المدينة يلاحظ كثرة المدارس القرآنية إضافة إلى أكثر من مئة مسجد.

## المؤتمرات الدولية
استضافت باماكو العديد من المؤتمرات الدولية المختلفة وخاصة تلك المرتبطة بأفريقيا، ومن أهم تلك المؤتمرات: المؤتمر الثالث للأحزاب السياسية لغرب أفريقيا 2008، الاجتماع الوزاري الثامن والعشرون لمنظمة المؤتمر الإسلامي 2001 ، المؤتمر الإقليمي الرابع والعشرون لأفريقيا 2006  والمؤتمر العالمي الرابع لإنفلوانزا الطيور 2006 والمؤتمر الرابع والعشرون لمنظمة الأمم المتحدة للأغذية والزراعة (الفاو)2008  ومؤتمر إقليمي لمحو الأمية في أفريقيا 2007.

## أعلام
من أشهر أعلام المدينة لاعبو كرة القدم:
- محمدو ديارا
- سيدو كييتا
- ساليف كيتا أحسن لاعب أفريقي 1970

## مدن شقيقة
- أنجير
- بوبوديولاسو، بوركينا فاسو
- داكار
- روتشيستير، نيويورك
- ساو باولو
- سينيار، إندونيسيا
- لايبزغ

## وصلات خارجية
- الموقع الرسمي لباماكو
- The Bamako Appeal
- Bamako-culture.org
- Neo-Sudanic Architecture